# Siana (Rhodos)
Siana (griechisch Σιάνα (n. pl.), Siána) ist ein Bergdorf mit 151 Einwohnern im Gemeindebezirk Atavyros im Westen der Dodekanes-Insel Rhodos. Zusammen mit der Siedlung Lakki (1 Einwohner) bildet es die Ortsgemeinschaft Siana (Topiki Kinotita Sianon Τοπική Κοινότητα Σιάνων). Siana liegt 80 km von der Stadt Rhodos entfernt am Fuße des Berges Akramitis, der mit 825 m zweithöchsten Erhebung der Insel.
Bekannt ist Siana für den Tresterschnaps Souma sowie für seine Honig- und Joghurt-Produktion. Während der Touristensaison gehört das Dorf darüber hinaus zu den beliebten Ausflugszielen der Insel.
Sehenswert ist die griechisch-orthodoxe Kirche Agios Panteleimonas.